# La Belle Endormie (téléfilm)
Pour les articles homonymes, voir La Belle Endormie.
Pour plus de détails, voir Fiche technique et Distribution.
La Belle Endormie est un téléfilm de Catherine Breillat sorti en 2010, inspiré du conte La Belle au bois dormant publié en 1697 par Charles Perrault.

## Synopsis
Il était une fois…

Dans un Château quelque part dans un temps lointain. La fée Carabosse coupe le cordon ombilical d’un nouveau-né, une petite fille prénommée Anastasia. Trois jeune fées écervelées surgissent, les joues rouges d’avoir couru... Trop tard, dit Carabosse, à l’âge de 16 ans, l’enfant se transpercera la main et mourra. Les jeunes fées éclatent en sanglots ! Leur retard ne méritait pas ça ! Maintenant il faut conjurer le funeste sort… Tout juste peuvent elles prédire qu’au lieu de mourir Anastasia tombera endormie pour 100 ans. Un siècle de sommeil c’est très ennuyeux, elles lui donnent donc le loisir de faire l’école buissonnière en rêve pendant ces 100 années de sommeil...

## Fiche technique
Sauf indication contraire, les informations mentionnées dans cette section peuvent être confirmées par la base de données cinématographiques Unifrance,  présente dans la section « Liens externes ».
- Titre original : La Belle Endormie
- Réalisatrice : Catherine Breillat
- Scénariste : Catherine Breillat d'après le conte La Belle au bois dormant de Charles Perrault
- Photographie : Denis Lenoir
- Montage : Pascal Chavance
- Son : Emmanuel Croset, Sébastien Noiré, Yves Osmu
- Décors : François-Renaud Labarthe
- Costumes : Rose-Marie Melka
- Effets spéciaux : François Philippi
- Cascadeur : Patrick Cauderlier
- Producteurs : Sylvette Frydman, Jean-François Lepetit
- Sociétés de production : Catherine Breillat Films, Flach Film, Arte France Cinéma
- Pays de production :  France
- Langue de tournage : français
- Format : Couleur - 1,85:1 - Son Dolby Digital - 35 mm
- Genre : conte
- Durée : 82 minutes (1h22)
- Dates de diffusion :
  - France : 3 septembre 2010

## Distribution
- Carla Besnaïnou : Anastasia à 10 ans
- Julia Artamonov : Anastasia à 16 ans
- Kerian Mayan : Peter
- David Chausse : Johan
- Luna Charpentier : la petite brigande
- Rhizlaine El Cohen : la brigande adulte
- Delia Bouglione-Romanès : la chanteuse tsigane
- Diana Rudychenko : Véroutchka
- Maricha Lopoukhine : la grand-mère
- Jean-Philippe Tessé : le père
- Odile Mallet : la fée Carabosse
- Dounia Sichov : la fée aînée
- Leslie Lipkins : la fée puînée
- Rosine Favey : une vieille mégère
- Dominique Hulin : Prince
- Laurine David : Princesse
- Marie Piton : la mère de Johan
- Pierre Estorges : le chef de gare
- Camille Chalons : la fée cadette
- Romane Portail : la reine des neiges
- Anne-Lise Kedvès : la mère de Peter
- Olga Abrego
- Julie Tauzin
- Olivier Brandicourt